# Беналаурия
Беналаурия (на испански: Benalauría) е населено място и община в Испания. Намира се в провинция Малага, в състава на автономната област Андалусия. Общината влиза в състава на района (комарка) Серания де Ронда. Заема площ от 21 km². Населението му е 506 души (по преброяване от 2010 г.). Разстоянието до административния център на провинцията е 143 km.